# Lavāshān
Lavāshān (persiska: لواشان) är en ort i Iran.   Den ligger i provinsen Hamadan, i den nordvästra delen av landet, 300 km sydväst om huvudstaden Teheran. Lavāshān ligger 1 530 meter över havet och antalet invånare är 253.
Terrängen runt Lavāshān är varierad.Runt Lavāshān är det ganska tätbefolkat, med 124 invånare per kvadratkilometer. Närmaste större samhälle är Nahāvand, 11,3 km sydost om Lavāshān. Trakten runt Lavāshān består i huvudsak av gräsmarker.